# قبله موسکورلو
قبله موسکورلو (به لاتین: Qəbələ Müskürlü) یک منطقه مسکونی در جمهوری آذربایجان است که در شهرستان گوی‌چای واقع شده‌است. قبله موسکورلو ۵۰۶ نفر جمعیت دارد.